# トレンデレンブルグ徴候

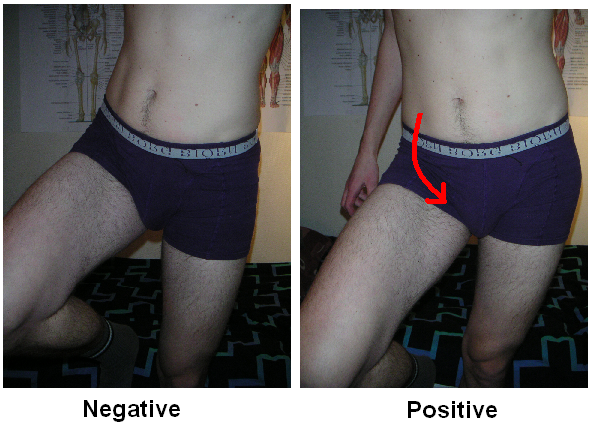
トレンデレンブルグ徴候

トレンデレンブルグ徴候（Trendelenburg's sign）とは、中殿筋が麻痺しているとき、歩行の片足支持期に骨盤が傾く現象をいう。名前はドイツの外科医フリードリヒ・アドルフ・トレンデンブルクに由来する。
中殿筋は立位姿勢を保持するのに重要な筋(筋肉)のひとつである。歩行の片足支持期には支持側の中殿筋が収縮し、骨盤を水平に保つ。
中殿筋が麻痺すると骨盤を水平に保つことができなくなり、遊脚側(足が上がっている側)に傾く。代償作用として、頭部と体幹が麻痺惻に傾く